# Pietro Marzorati
Pietro Marzorati, né en 1829 Milan, et mort en 1895 dans la même ville, est un peintre italien, peignant principalement des paysages terrestres et marins.

## Biographie
Pietro Marzorati naît en 1829 Milan,.
Il étudie à l'Académie de Brera sous la direction du professeur Giuseppe Bisi et en 1852, il remporte une médaille d'or au concours annuel de l'Accademia de Venise. En 1875, il remporte le deuxième prix à l'Exposition internationale de Santiago du Chili, et en 1876, il est nommé associé honoraire de l'Académie des Beaux-Arts de Milan.
Pietro Marzorati meurt en 1895 dans sa ville natale.

## Œuvre
- Marina[3]